# Réaup-Lisse
Réaup-Lisse (okzitanisch: Rehaut-Lissa) ist eine französische Gemeinde mit 594 Einwohnern (Stand: 1. Januar 2022) im Département Lot-et-Garonne in der Region Nouvelle-Aquitaine. Sie gehört zum Arrondissement Nérac und zum Kanton L’Albret. Die Einwohner werden Mézinais genannt.

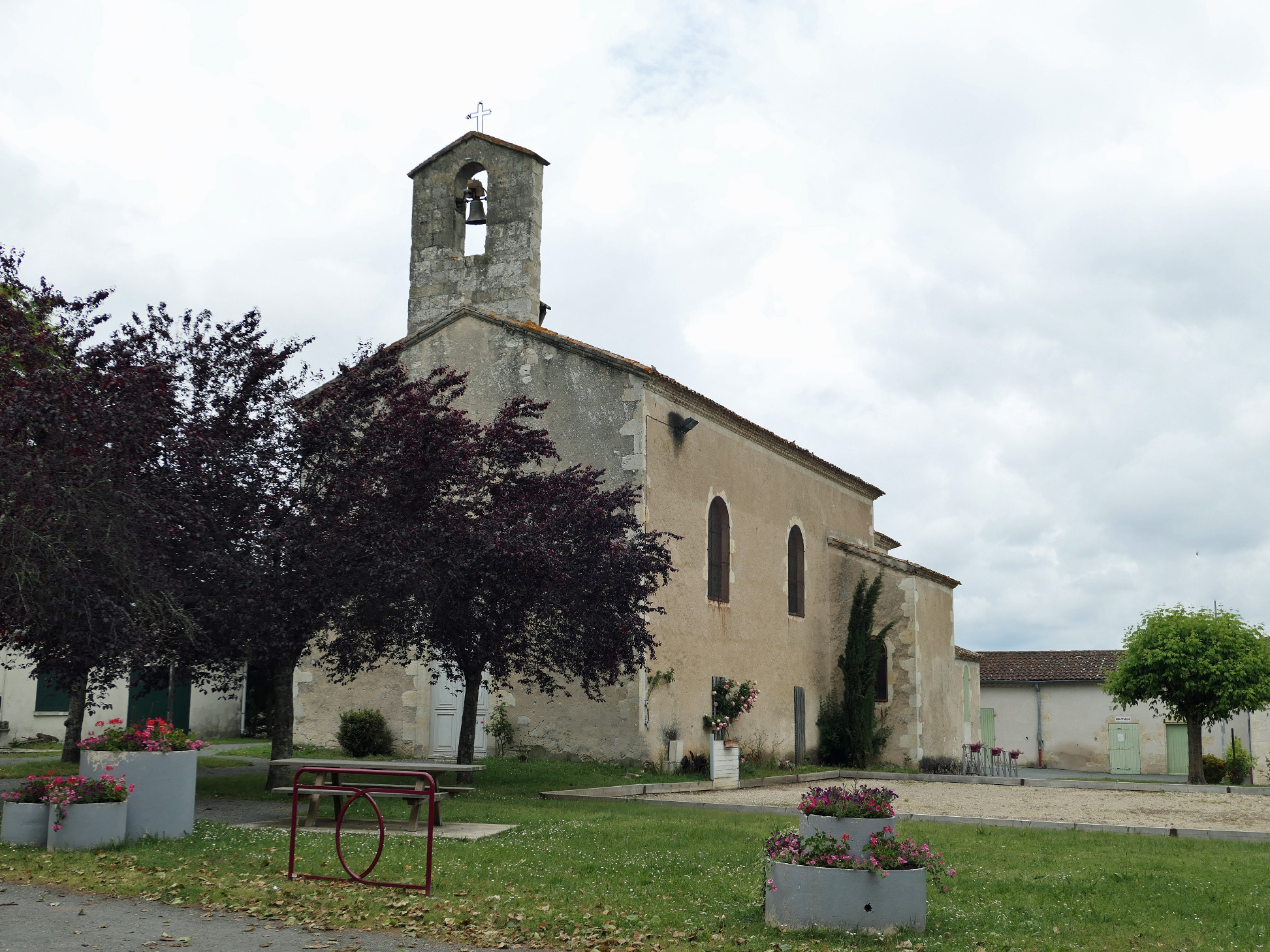
Romanische Kirche

## Geografie
Réaup-Lisse liegt etwa 35 Kilometer westsüdwestlich von Agen. Der Fluss Gélise begrenzt die Gemeinde im Osten, an der nordwestlichen Gemeindegrenze verläuft dessen Zufluss Gueyze. Umgeben wird Réaup-Lisse von den Nachbargemeinden Durance im Norden, Barbaste im Norden und Nordosten, Nérac im Nordosten, Andiran im Osten, Mézin im Südosten, Poudenas im Süden, Sos im Westen und Südwesten sowie Arx im Westen und Nordwesten.

## Bevölkerungsentwicklung
| Jahr                       | 1962 | 1968 | 1975 | 1982 | 1990 | 1999 | 2006 | 2018 |
| Einwohner                  | 448  | 410  | 478  | 450  | 491  | 523  | 571  | 609  |
| Quellen: Cassini und INSEE |      |      |      |      |      |      |      |      |

## Sehenswürdigkeiten
- Megalithen Las Naou-Peyros
- Kirche Saint-Barthélemy
- Schloss Lisse